# A boldogság egy meleg takaró, Charlie Brown
A boldogság egy meleg takaró, Charlie Brown (eredeti cím: Happiness Is a Warm Blanket, Charlie Brown) 2011-ben megjelent amerikai 2D-s számítógépes animációs film, amely a Peanuts-sorozat alapján készült. Az animációs játékfilm rendezői Andrew Beall és Frank Molieri, producerei Margaret M. Dean és Shannon Nettleton. A forgatókönyvet Charles M. Schulz, Craig Schulz és Stephan Pastis írta, a zenéjét Mark Mothersbaugh szerezte. A DVD-film a Charles M. Schulz Creative Associates és a WildBrain Animation Studios gyártásában készült, a Warner Home Video forgalmazásában jelent meg. Műfaja filmvígjáték.
Amerikában 2011. március 29-én adták ki DVD-n, Magyarországon 2012. június 17-én az HBO-n vetítették le a televízióban.

## Szereplők
| Szereplő       | Eredeti hang   | Magyar hang     | Leírás |
| -------------- | -------------- | --------------- | --- |
| Snoopy         | Andrew Beall   | saját hangján   | A fehér szőrű, fekete fülű, fekete orrú, játékos kutya.                                                      |
| Linus Van Pelt | Austin Lux     | Baráth István   | A valamennyi fekete szálas hajú, piros-fekete csíkos ruhás, kék kendős fiú, aki nagyon oda van a kendőjéért. |
| Charlie Brown  | Trenton Rogers | Bolba Tamás     | Az elöl egy szál göndör frufrus, hátul három száll fekete hajú, sárga-fekete mintás ruhájú fiú.              |
| Schroeder      | Trenton Rogers | Markovics Tamás | A szőke hajú, lila-fekete csíkos ruhás, zongorás fiú, aki szeret zongorázni.                                 |
| Lucy van Pelt  | Grace Rolek    | Zsigmond Tamara | A fekete hajú, kék ruhás, mérges természetű lány.                                                            |
| Sally Brown    | Amanda Pace    | Molnár Ilona    | A szőke hajú, kék-fekete pöttyös ruhás lány.                                                                 |
| Pig-Pen        | Shane Baumel   | Seder Gábor     | A pár szál fekete hajú, piszkos fiú.                                                                         |
| Violet         | Blesst Bowden  | Adamik Viktória | A fekete hajú, zöld ruhás lány.                                                                              |
| Patty          | Ciara Bravo    | ?               | A vörös göndör hajú rózsaszín ruhás lány.                                                                    |
| Shermy         | Andy Pessoa    | ?               | Fekete hajú, zöld ruhás fiú.                                                                                 |

## Televíziós megjelenések
HBO, HBO 2 